# 浦洁修

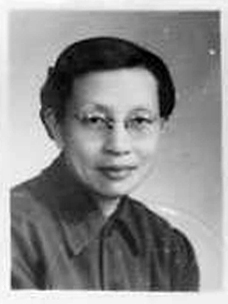
中华人民共和国第一届全国人民代表大会代表当选证书上的浦洁修照片。证书日期为1954年9月1日。

浦洁修（1907年11月—2000年1月13日），女，江苏省嘉定县（今属上海市）人，中国企业家，曾任中国民主建国会中央副主席。

## 生平
1931年，浦洁修自北京师范大学化学系毕业。此后历任北京师范大学女附中、商业中学、志成中学教员。1932年，赴德国学习化学并从事研究工作，先后在达姆施塔特工业大学、德累斯顿工业大学进修。1937年回国后，担任北平私立中国学院化学系教授、代理主任。
抗日战争中，1938年后，在重庆市历任大同制革厂、益民织造厂厂长。其间，参与组织中国妇女联谊会。1946年后，任北平工业实验所工程师，后来担任北平振北制革公司经理兼工程师。 
1949年后，浦洁修任北京市公私合营振北制革公司经理。1953年8月至1966年6月，她历任北京地方工业局化学公司副经理、北京市粮食局局长，第三、四、五届北京市妇联副主任。1979年12月至1993年1月，任北京市第七至第九届人大常委会副主任。她还是第五届北京市政协副主席。此外，她还曾任北京市工商联副主任委员、主任委员，全国工商联第一、二、三届执委，第四届常委，第六届顾问。
1949年，浦洁修加入中国民主建国会（简称“民建”）。此后历任民建北京市委主任委员，民建全国会务推进委员会委员，民建总会委员会常委，民建第一、二届中央委员会常委，第三届中央委员会副主任委员，第四届中央委员会副主席，第五届中央咨议委员会副主任，第六届中央咨议委员会主任，第七届中央委员会名誉副主席（1997年11月推举）。1991年，浦洁修加入中国共产党。
浦洁修是第一至八届全国人大代表，第二至四届全国政协委员。
2000年1月13日，浦洁修在北京病逝，享年92岁。

## 家庭
- 父：浦友梧
- 二妹：浦熙修
- 三妹：浦安修
- 弟弟：浦通修